# پلت‌فرم بی تویوتا
پلت‌فرم بی تویوتا (انگلیسی: Toyota B platform) یک پلت‌فرم برای خودروهای محورجلو (با خودروهای چهارچرخ محرک نیز سازگار است) است که توسط تویوتا ساخته شده و در خودروهای کامپکت کوچک و کامپکت این شرکت به کار رفته‌است. پلت‌فرم بی نسخهٔ بهبود یافتهٔ پلت‌فرم ان‌بی‌سی است و از نظر ابعاد در یک دسته پایین‌تر از پلت‌فرم‌های ام‌سی و نیو ام‌سی قرار می‌گیرد. اولین خودروی ساخته شده بر مبنای این پلت‌فرم، تویوتا ویتز ایکس‌پی۹۰ بود.
این پلت‌فرم علاوه بر محصولات تویوتا، در خودروهایی چون سایپا شاهین و ولکس سی۳۰ نیز استفاده شده‌است.
در سال ۲۰۱۹، این پلت‌فرم جای خود را به پلت‌فرم تی‌ان‌جی‌ای-بی داد.

## خودروها
- تویوتا ویتز/یاریس هاچ‌بک — ایکس‌پی۹۰ (۲۰۰۵–۲۰۱۰)، ایکس‌پی۱۳۰ (۲۰۱۰–۲۰۱۹)
- تویوتا بلتا/ویوس/یاریس سدان — ایکس‌پی۹۰ (۲۰۰۵–۲۰۱۳)
- تویوتا ایست/اوربان کروزر/سایون ایکس‌دی — ایکس‌پی۱۱۰ (۲۰۰۷–۲۰۱۶)
- تویوتا پوتر/اسپید — ایکس‌پی۱۴۰ (۲۰۱۲–۲۰۲۰)
- تویوتا راکتیس/ورسو-اس/سوبارو ترزیا — ایکس‌پی۱۰۰ (۲۰۰۵–۲۰۱۰)، ایکس‌پی۱۲۰ (۲۰۱۰–۲۰۱۶)
- تویوتا سینتا — ایکس‌پی۱۷۰ (۲۰۱۵–۲۰۲۲)
- تویوتا پروبوکس/ساکسید — ایکس‌پی۱۶۰ (۲۰۱۴–اکنون)
- تویوتا پریوس سی — ان‌اچ‌پی۱۰ (۲۰۱۱–۲۰۲۱)
- تویوتا کورولا آکسیو/فیلدر — ئی۱۶۰ (۲۰۱۲–۲۰۲۰)
- تویوتا جی‌پی‌ان تاکسی/کامفورت هیبرید — ان‌تی‌پی۱۰ (۲۰۱۷–اکنون)